# Hedwig Heger
Hedwig Heger (* 9. Dezember 1933 in Wien) ist eine österreichische Germanistin.

## Leben
Nach der Matura 1952 studierte sie an der Universität Wien. Ab 1958 war sie Assistentin am Germanistischen Institut der Universität. 1969 wurde sie Dozentin für Deutsche Literaturgeschichte mit besonderer Berücksichtigung der Germanistischen Handschriftenkunde und Editionstechnik. 1973 wurde sie außerordentliche Universitätsprofessorin und Leiterin der Abteilung für Germanistische Handschriftenkunde. 1981 wurde sie ordentliche Universitätsprofessorin für Neuere deutsche Sprache und Literatur. Bis 2002 war sie am Institut für Germanistik der Universität Wien tätig.

## Auszeichnungen (Auswahl)
- 1972: Wissenschaftspreis des Landes Niederösterreich (Förderungspreis), unter anderem für Hegers pionierhafte wissenschaftliche Leistungen auf dem Gebiet der Textkritik und Editionstechnik[1]
- 2000: Wolfgang-Amadeus-Mozart-Preis für Hegers wissenschaftliches Gesamtwerk[2]

## Schriften (Auswahl)
- Das Lebenszeugnis Walthers von der Vogelweide. Die Reiserechnungen des Passauer Bischofs Wolger von Erla. Schendl, Wien 1970.
- Spätmittelalter, Humanismus, Reformation. Texte und Zeugnisse. Beck, München 1975.
- als Hrsg.: Die deutsche Literatur. Texte und Zeugnisse. Beck, Band II/1. München 1975, ISBN 3-406-01950-1.
- Blüte des Humanismus und Reformation. Beck, München 1978, ISBN 3-406-02247-2.
- Thomas Murner. Mönch – Dichter – Gelehrter. Bad. Bibliotheksges., Karlsruhe 1983, ISBN 3-89065-000-7.
- Wien. Eine literarische Entdeckungsreise. 2. Auflage. Lambert Schneider, Darmstadt 2012, ISBN 978-3-650-24472-7.